# قائمة تشريعات الضرائب والجمارك والرسوم (مصر)
قوانين وقرارات الضرائب والجمارك والرسوم في مصر

## الضرائب
| م | التشريع المنظم | تشريعات التعديلات | قرارات اللائحة التنفيذية للتشريع المنظم | الحالة                  | ملاحظات |
| - | --- | --- | --- | ----------------------- | --- |
|   | بشأن بعض الحوافز والتيسيرات الضريبية للمشروعات التي لا يتجاوز حجم أعمالها السنوى عشرين مليون جنيه رقم 6 لسنة 2025       | | |                         | |
|   | تسوية أوضاع بعض الممولين والمكلفين رقم 5 لسنة 2025                                                                      | | |                         | |
|   | تشكيل المجلس الأعلى للضرائب وتحديد اختصاصاته الأخرى ونظام العمل به قرار رئيس الجمهورية رقم 87 لسنة 2024                 | | |                         | |
|   | إلغاء الإعفاءات من الضرائب والرسوم المقررة لجهات الدولة في الأنشطة الاستثمارية والاقتصادية رقم 159 لسنة 2023            | | قرار رئيس مجلس الوزراء رقم 242 لسنة 2024 |                         | |
|   | الإجراءات الضريبية الموحد رقم 206 لسنة 2020                                                                             | - رقم 7 لسنة 2025 - رقم 176 لسنة 2022 - رقم 211 لسنة 2020 | - قرار وزاري رقم 538 لسنة 2023 - قرار وزاري رقم 518 لسنة 2023 - قرار وزاري رقم 403 لسنة 2023 - قرار وزاري رقم 309 لسنة 2023 - قرار وزاري رقم 42 لسنة 2023 - قرار وزاري رقم 20 لسنة 2023 - قرار وزاري رقم 286 لسنة 2021 | ساري                    | |
|   | الضريبة على القيمة المضافة رقم 67 لسنة 2016                                                                             | - رقم 157 لسنة 2025. - رقم 177 لسنة 2023 - رقم 3 لسنة 2022 - رقم 13 لسنة 2020 - رقم 208 لسنة 2017 - رقم 3 لسنة 2017 | - قرار وزاري رقم 249 لسنة 2023 - قرار وزاري رقم 115 لسنة 2023 - قرار وزاري رقم 57 لسنة 2023 - قرار وزاري رقم 24 لسنة 2023 - قرار وزاري رقم 125 لسنة 2021 - قرار وزاري رقم 93 لسنة 2021 - قرار وزاري رقم 160 لسنة 2020 - قرار وزاري رقم 34 لسنة 2018 - قرار وزاري رقم 329 لسنة 2017 - قرار وزاري رقم 82 لسنة 2017 - قرار وزاري رقم 66 لسنة 2017 | ساري                    | ألغي بموجبه: - القانون رقم 11 لسنة 1991 |
|   | الضريبة على العقارات المبنية رقم 196 لسنة 2008                                                                          | - رقم 23 لسنة 2020 - رقم 4 لسنة 2019 - رقم 118 لسنة 2011 - رقم 1 لسنة 2010 | | ساري                    | ألغي بموجبه: - القانون رقم 56 لسنة 1954 - المواد (38) و(40) و(43)، (44) من القانون رقم 91 لسنة 2005 |
|   | الضريبة على الدخل رقم 91 لسنة 2005                                                                                      | - رقم 7 لسنة 2024 - رقم 175 لسنة 2023 - رقم 30 لسنة 2023 - رقم 5 لسنة 2021 - رقم 3 لسنة 2021 - رقم 199 لسنة 2020 - رقم 182 لسنة 2020 - رقم 26 لسنة 2020 - رقم 16 لسنة 2020 - رقم 10 لسنة 2019 - رقم 158 لسنة 2018 - رقم 97 لسنة 2018 - رقم 29 لسنة 2018 - رقم 82 لسنة 2017 - رقم 76 لسنة 2017 - رقم 17 لسنة 2015 - رقم 11 لسنة 2013 - رقم 51 لسنة 2011 - رقم 8 لسنة 2011 - رقم 1 لسنة 2007 - رقم 181 لسنة 2005 | - قرار وزاري رقم 188 لسنة 2023 - قرار وزاري رقم 595 لسنة 2020 - قرار وزاري رقم 296 لسنة 2020 - قرار وزاري رقم 217 لسنة 2020 - قرار وزاري رقم 144 لسنة 2020 - قرار وزاري رقم 54 لسنة 2020 - قرار وزاري رقم 195 لسنة 2017 - قرار وزاري رقم 124 لسنة 2017 - قرار وزاري رقم 172 لسنة 2015 - قرار وزاري رقم 117 لسنة 2015 - قرار وزاري رقم 333 لسنة 2013 - قرار وزاري رقم 579 لسنة 2012 - قرار وزاري رقم 778 لسنة 2010 - قرار وزاري رقم 771 لسنة 2009 - قرار وزاري رقم 160 لسنة 2008 - قرار وزاري رقم 74 لسنة 2008 - قرار وزاري رقم 581 لسنة 2007 - قرار وزاري رقم 395 لسنة 2007 - قرار وزاري رقم 274 لسنة 2007 - قرار وزاري رقم 270 لسنة 2007 - قرار وزاري رقم 160 لسنة 2007 - قرار وزاري رقم 159 لسنة 2007 - قرار وزاري رقم 624 لسنة 2006 - قرار وزاري رقم 193 لسنة 2006 - قرار وزاري رقم 991 لسنة 2005 | ساري                    | ألغي بموجبه: - القانون رقم 157 لسنة 1981 |
|   | ضريبة مقابل دخول المسارح وغيرها من محال الفرجة والملاهي رقم 24 لسنة 1999                                                | رقم 31 لسنة 2023 | | ساري                    | |
|   | الضريبة العامة على المبيعات رقم 11 لسنة 1991                                                                            | - رقم 17 لسنة 2015 - رقم 188 لسنة 2011 - رقم 49 لسنة 2011 - رقم 9 لسنة 2005 - رقم 89 لسنة 2004 - رقم 164 لسنة 2022 - رقم 11 لسنة 2002 - رقم 17 لسنة 2001 - رقم 163 لسنة 1998 - رقم 161 لسنة 1997 - رقم 2 لسنة 1997 - رقم 94 لسنة 1996 - رقم 91 لسنة 1996 | | ملغي                    | ألغي بموجبه: - القانون رقم 133 لسنة 1981 |
|   | ضريبة الأيلولة رقم 228 لسنة 1989                                                                                        | رقم 227 لسنة 1996 | | ملغي                    | ألغي بموجبه: - القانون رقم 142 لسنة 1944 بفرض رسم أيلولة على التركات - القانون رقم 159 لسنة 1952 بفرض ضريبة على التركات ألغي هذا القانون بموجب القانون رقم 227 لسنة 1996 |
|   | الضرائب على الدخل رقم 157 لسنة 1981                                                                                     | | | ملغي                    | ألغي بموجبه: - القانون رقم 14 لسنة 1939 - القانون رقم 99 لسنة 1949 - القانون رقم 155 لسنة 1950 - القانون رقم 7 لسنة 1953 - القانون رقم 277 لسنة 1956 - القانون رقم 23 لسنة 1967 - القانون رقم 95 لسنة 1973 - القانون رقم 113 لسنة 1973 - القانون رقم 117 لسنة 1973 - القانون رقم 118 لسنة 1973 - القانون رقم 27 لسنة 1977 - الضريبة الإضافية بدائرة المحافظات المفروضة كنسبة من الضريبة الأصلية المقررة على إيرادات رؤوس الموال المنقولة وعلى الأرباح التجارية والصناعية |
|   | الضريبة على الاستهلاك رقم 133 لسنة 1981                                                                                 | - رقم 18 لسنة 1985 - رقم 86 لسنة 1983 - رقم 102 لسنة 1982 | | ملغي                    | ألغي بموجبه: - القوانين والقرارات الصادرة بفرض أى ضريبة أو رسوم على الإنتاج أو الاستهلاك - قرارات فروق أسعار (رسم الخزانة) - ضريبة الجهاد المفروضة على بعض الأصناف والإتاوة المقررة على أجهزة التليفزيون |
|   | ضريبة الدمغة رقم 111 لسنة 1980                                                                                          | - رقم 3 لسنة 2022 - رقم 199 لسنة 2020 - رقم 138 لسنة 2019 - رقم 9 لسنة 2013 - رقم 104 لسنة 2012 - رقم 115 لسنة 2008 - رقم 143 لسنة 2006 - رقم 156 لسنة 2004 - رقم 10 لسنة 2000 - رقم 2 لسنة 1998 - رقم 92 لسنة 1996 - رقم 11 لسنة 1995 - رقم 2 لسنة 1993 - رقم 224 لسنة 1989 - رقم 104 لسنة 1987 - رقم 95 لسنة 1986 - رقم 115 لسنة 1980 | | ساري                    | |
|   | العدالة الضريبية - ضريبة الإذن للعمل في الخارج - ضريبة الاستهلاك الترفيهي رقم 46 لسنة 1978                              | - رقم 6 لسنة 2016 - رقم 104 لسنة 2015 - رقم 68 لسنة 1980 - رقم 58 لسنة 1980 | | ساري                    | ضريبة الاستهلاك الترفيهي تشمل: - الحفلات والخدمات الترفيهية التى تقام في الفنادق والمحلات العامة السياحية - الشاليهات والكباين التى تقع في المصايف والمشاتى أيا كان نوعها - السيارات الخاصة غير السيارة الأولى للأسرة الواحدة، وكذلك السيارة التى تزيد سعتها اللترية على لتزين ولم يمض على صنعها سنتان - تذاكر السفر إلى الخارج |
|   | إعفاء فوائد ودائع البريد والبنوك من الضريبة على إيرادات رؤوس الأموال المنقولة رقم 27 لسنة 1977                          | | | ملغي                    | |
|   | فرض ضريبة جهاد على ملاك العقارات الخاضعة لأحكام القانون رقم 56 لسنة 1954 بشأن ضريبة العقارات المبنية رقم 118 لسنة 1973  | | | ملغي                    | |
|   | فرض ضريبة جهاد على بعض الأطيان الزراعية الخاضعة لأحكام القانون رقم 113 لسنة 1939 الخاص بضريبة الأطيان رقم 117 لسنة 1973 | | | ملغي                    | |
|   | فرض ضريبة جهاد على إيرادات رؤوس الأموال المنقولة وعلى الأرباح التجارية والصناعية وعلى كسب العمل رقم 113 لسنة 1973       | | | ملغي                    | |
|   | تنظيم تحصيل الضريبة العامة على الإيراد من بعض ملاك العقارات المبنية رقم 95 لسنة 1973                                    | | | ملغي                    | |
|   | فرض ضريبة لأغراض الأمن القومي رقم 23 لسنة 1967                                                                          | | | ملغي                    | |
|   | إعفاء تأشيرات الدخول والمرور التي تمنح لرعايا بعض الدول من رسم الدمغة رقم 31 لسنة 1965                                  | | |                         | |
|   | الضريبة على التحويلات الرأسمالية والتحويلات الخاصة بالإعانات والمسافرين رقم 149 لسنة 1964                               | - رقم 136 لسنة 1974 - رقم 3 لسنة 1967 - رقم 3 لسنة 1965 | | ملغي                    | ألغي بموجب: - القانون رقم 136 لسنة 1974 |
|   | فرض ضريبة إضافية للدفاع رقم 277 لسنة 1956                                                                               | | | ملغي                    | |
|   | الضريبة على العقارات المبنية رقم 56 لسنة 1954                                                                           | - رقم 32 لسنة 1984 - رقم 10 لسنة 1982 - رقم 39 لسنة 1976 | | ملغي                    | |
|   | حصر الممولين الخاضعين للضرائب على الثروة المنقولة بالقانون رقم 14 لسنة 1939 رقم 7 لسنة 1953                             | رقم 82 لسنة 1973 | | ملغي                    | |
|   | الضريبة على التركات رقم 159 لسنة 1952                                                                                   | - رقم 93 لسنة 1961 - رقم 202 لسنة 1960 | | ملغي                    | |
|   | فرض ضريبة إضافية على ضريبة الأرباح التجارية والصناعية لمصلحة المجالس البلدية والقروية رقم 155 لسنة 1950                 | | | ملغي                    | |
|   | الضريبة العامة على الإيراد رقم 99 لسنة 1949                                                                             | رقم 46 لسنة 1978 | | ملغي                    | |
|   | زيادة رسم الدمغة على الأوراق والقراطيس المالية رقم 97 لسنة 1947                                                         | | |                         | |
|   | الضريبة الخاصة على الأرباح الاستثنائية رقم 60 لسنة 1941                                                                 | رقم 60 لسنة 1950 | | ملغي                    | ألغي بموجبه: - القانون رقم 60 لسنة 1950 |
|   | ضريبة الأطيان رقم 113 لسنة 1939                                                                                         | - رقم 9 لسنة 2025 - رقم 152 لسنة 2022 - رقم 147 لسنة 2020 - رقم 143 لسنة 2017 - رقم 4 لسنة 2002 - رقم 233 لسنة 1996 - رقم 6 لسنة 1983 - رقم 41 لسنة 1978 - رقم 18 لسنة 1977 - رقم 113 لسنة 1976 - رقم 90 لسنة 1976 - رقم 64 لسنة 1976 - رقم 107 لسنة 1974 - رقم 103 لسنة 1974 - رقم 51 لسنة 1973 - رقم 28 لسنة 1971 - رقم 60 لسنة 1969 - رقم 63 لسنة 1969 - رقم 59 لسنة 1969 - رقم 40 لسنة 1969 - رقم 2 لسنة 1967 - رقم 4 لسنة 1963 - رقم 186 لسنة 1961 - رقم 184 لسنة 1961 - رقم 13 لسنة 1961 - رقم 58 لسنة 1960 - رقم 219 لسنة 1958 - رقم 202 لسنة 1956 - رقم 637 لسنة 1955 - رقم 209 لسنة 1954 - رقم 463 لسنة 1953 - رقم 225 لسنة 1951 - رقم 65 لسنة 1949 - رقم 93 لسنة 1943 - قانون سنة 1940 | | ساري "مع إيقاف التنفيذ" | |
|   | الضريبة على إيرادات رؤوس الأموال المنقولة وعلى الأرباح التجارية والصناعية على كسب العمل رقم 14 لسنة 1939                | - رقم 46 لسنة 1978 - رقم 39 لسنة 1976 - رقم 100 لسنة 1975 - رقم 59 لسنة 1975 - رقم 53 لسنة 1974 - رقم 36 لسنة 1974 - رقم 57 لسنة 1973 - رقم 78 لسنة 1973 - رقم 77 لسنة 1973 - رقم 42 لسنة 1971 - رقم 77 لسنة 1969 - رقم 39 لسنة 1969 - رقم 12 لسنة 1967 - رقم 11 لسنة 1967 - رقم 64 لسنة 1964 - رقم 128 لسنة 1963 - رقم 22 لسنة 1962 - رقم 199 لسنة 1960 - رقم 184 لسنة 1960 - رقم 57 لسنة 1960 - رقم 3 لسنة 1959 - رقم 270 لسنة 1959 - رقم 102 لسنة 1958 - رقم 138 لسنة 1948 - رقم 137 لسنة 1948 - رقم 29 لسنة 1947 - رقم 120 لسنة 1944 - رقم 19 لسنة 1942 - رقم 15 لسنة 1942 - رقم 39 لسنة 1941                                                                                                | | ملغي                    | |

## الجمارك
| م                  | التشريع المنظم | تشريعات التعديلات | قرارات اللائحة التنفيذية للتشريع المنظم | الحالة | ملاحظات                                                             |
| ------------------ | --- | --- | --- | ------ | ------------------------------------------------------------------- |
|                    | الجمارك رقم 207 لسنة 2020 | | - قرار وزاري رقم 430 لسنة 2021 - قرار وزاري رقم 52 لسنة 2023 - قرار وزاري رقم 209 لسنة 2023 - قرار وزاري رقم 307 لسنة 2023 - قرار وزاري رقم 347 لسنة 2023 | ساري   | ألغي بموجبه: - القانون رقم 66 لسنة 1963 - القانون رقم 186 لسنة 1986 |
|                    | الجمارك رقم 66 لسنة 1963 | - رقم 172 لسنة 2018 - رقم 95 لسنة 2005 - رقم 14 لسنة 2004 - رقم 157 لسنة 2002 - رقم 13 لسنة 2001 - رقم 160 لسنة 2000 - رقم 175 لسنة 1998 - رقم 158 لسنة 1997 - رقم 75 لسنة 1980 - رقم 88 لسنة 1976 | - قرار وزاري رقم 10 لسنة 2006 - قرار وزاري رقم 256 لسنة 2007 - قرار وزاري رقم 382 لسنة 2007 - قرار وزاري رقم 189 لسنة 2008 - قرار وزاري رقم 489 لسنة 2011 - قرار وزاري رقم 204 لسنة 2013 - قرار وزاري رقم 491 لسنة 2013 - قرار وزاري رقم 256 لسنة 2015 - قرار وزاري رقم 232 لسنة 2020 | ملغي   |                                                                     |
|                    | اللائحة الجمركية الصادرة بالأمر العالي المؤرخ في 2 أبريل 1884                                                                       | - رقم 35 لسنة 1959 - رقم 507 لسنة 1955 - رقم 316 لسنة 1956 | |        |                                                                     |
| التعريفة الجمركية  | | | |        |                                                                     |
|                    | إصدار التعريفة الجمركية قرار رئيس الجمهورية رقم 218 لسنة 2022                                                                       | قرار رئيس الجمهورية رقم 67 لسنة 2023 | |        |                                                                     |
|                    | إصدار التعريفة الجمركية قرار رئيس الجمهورية رقم 419 لسنة 2018                                                                       | - قرار رئيس الجمهورية رقم 558 لسنة 2021 - قرار رئيس الجمهورية رقم 549 لسنة 2020 | |        |                                                                     |
|                    | إصدار التعريفة الجمركية قرار رئيس الجمهورية رقم 184 لسنة 2013                                                                       | - قرار رئيس الجمهورية رقم 538 لسنة 2016 - قرار رئيس الجمهورية رقم 25 لسنة 2016 - قرار رئيس الجمهورية رقم 69 لسنة 2015 | |        |                                                                     |
|                    | إصدار التعريفة الجمركية قرار رئيس الجمهورية رقم 39 لسنة 2007                                                                        | - قرار رئيس الجمهورية رقم 51 لسنة 2009 - قرار رئيس الجمهورية رقم 103 لسنة 2008 | |        |                                                                     |
|                    | إصدار التعريفة الجمركية قرار رئيس الجمهورية رقم 300 لسنة 2004                                                                       | قرار رئيس الجمهورية رقم 410 لسنة 2004 | |        |                                                                     |
|                    | إصدار التعريفة الجمركية قرار رئيس الجمهورية رقم 429 لسنة 2000                                                                       | - قرار رئيس الجمهورية رقم 100 لسنة 2004 - قرار رئيس الجمهورية رقم 35 لسنة 2004 - قرار رئيس الجمهورية رقم 63 لسنة 2003 - قرار رئيس الجمهورية رقم 130 لسنة 2002 - قرار رئيس الجمهورية رقم 469 لسنة 2001 | |        |                                                                     |
|                    | إصدار التعريفة الجمركية قرار رئيس الجمهورية رقم 38 لسنة 1994                                                                        | - قرار رئيس الجمهورية رقم 382 لسنة 1999 - قرار رئيس الجمهورية رقم 243 لسنة 1998 - قرار رئيس الجمهورية رقم 1 لسنة 1998 - قرار رئيس الجمهورية رقم 293 لسنة 1997 - قرار رئيس الجمهورية رقم 229 لسنة 1997 - قرار رئيس الجمهورية رقم 304 لسنة 1996 - قرار رئيس الجمهورية رقم 57 لسنة 1996 - قرار رئيس الجمهورية رقم 64 لسنة 1995 - قرار رئيس الجمهورية رقم 7 لسنة 1995 | |        |                                                                     |
|                    | إصدار التعريفة الجمركية قرار رئيس الجمهورية رقم 351 لسنة 1986                                                                       | - قرار رئيس الجمهورية رقم 228 لسنة 1997 - قرار رئيس الجمهورية رقم 71 لسنة 1993 - قرار رئيس الجمهورية رقم 178 لسنة 1991 - قرار رئيس الجمهورية رقم 305 لسنة 1989 - قرار رئيس الجمهورية رقم 304 لسنة 1989 | |        |                                                                     |
|                    | إصدار التعريفة الجمركية قرار رئيس الجمهورية رقم 202 لسنة 1980                                                                       | - قرار رئيس الجمهورية رقم 212 لسنة 1986 - قرار رئيس الجمهورية رقم 337 لسنة 1985 - قرار رئيس الجمهورية رقم 158 لسنة 1985 - قرار رئيس الجمهورية رقم 60 لسنة 1985 - قرار رئيس الجمهورية رقم 507 لسنة 1984 - قرار رئيس الجمهورية رقم 174 لسنة 1984 - قرار رئيس الجمهورية رقم 222 لسنة 1983 - قرار رئيس الجمهورية رقم 133 لسنة 1983 - قرار رئيس الجمهورية رقم 218 لسنة 1982 - قرار رئيس الجمهورية رقم 382 لسنة 1981 - قرار رئيس الجمهورية رقم 327 لسنة 1981 - قرار رئيس الجمهورية رقم 589 لسنة 1980 | |        |                                                                     |
|                    | تعديل التعريفة الجمركية على بعض الواردات رقم 37 لسنة 1977                                                                           | | |        |                                                                     |
|                    | إصدار التعريفة الجمركية قرار رئيس الجمهورية رقم 1953 لسنة 1961                                                                      | - قرار رئيس الجمهورية رقم 29 لسنة 1978 - قرار رئيس الجمهورية رقم 42 لسنة 1977 - قرار رئيس الجمهورية رقم 91 لسنة 1976 - قرار رئيس الجمهورية رقم 41 لسنة 1976 - قرار رئيس الجمهورية رقم 415 لسنة 1975 - قرار رئيس الجمهورية رقم 1860 لسنة 1974 - قرار رئيس الجمهورية رقم 606 لسنة 1972 - قرار رئيس الجمهورية رقم 240 لسنة 1972 - قرار رئيس الجمهورية رقم 157 لسنة 1972 - قرار رئيس الجمهورية رقم 1171 لسنة 1970 - قرار رئيس الجمهورية رقم 842 لسنة 1970 - قرار رئيس الجمهورية رقم 1587 لسنة 1968 - قرار رئيس الجمهورية رقم 1122 لسنة 1968 - قرار رئيس الجمهورية رقم 353 لسنة 1967 - قرار رئيس الجمهورية رقم 1191 لسنة 1967 - قرار رئيس الجمهورية رقم 3579 لسنة 1965 - قرار رئيس الجمهورية رقم 211 لسنة 1964 - قرار رئيس الجمهورية رقم 1708 لسنة 1963 | |        |                                                                     |
|                    | التعريفة الجمركية ورسوم الإنتاج رقم 193 لسنة 1957                                                                                   | - رقم 8 لسنة 1962 - رقم 15 لسنة 1961 - قرار رئيس الجمهورية رقم 2368 لسنة 1960 - قرار رئيس الجمهورية رقم 2246 لسنة 1960 - رقم 280 لسنة 1959 - رقم 229 لسنة 1958 | |        |                                                                     |
|                    | التعريفة الجمركية ورسوم الإنتاج رقم 365 لسنة 1956                                                                                   | قرار رئيس الجمهورية الصادر في 7 أكتوبر 1957 | |        |                                                                     |
|                    | التعريفة الجمركية ورسوم الإنتاج رقم 482 لسنة 1955                                                                                   | | |        |                                                                     |
|                    | التعريفة الجمركية رقم 2 لسنة 1930                                                                                                   | - رقم 173 لسنة 1956 - رقم 513 لسنة 1954 - رقم 483 لسنة 1953 - رقم 220 لسنة 1953 - رقم 19 لسنة 1952 - رقم 134 لسنة 1948 - رقم 41 لسنة 1940 - رقم 50 لسنة 1936 - رقم 108 لسنة 1935 - رقم 3 لسنة 1932 - رقم 30 لسنة 1931 - رقم 18 لسنة 1931 | |        |                                                                     |
| الإعفاءات الجمركية | | | |        |                                                                     |
|                    | إعفاء سفن أعالى البحار من الضريبة الجمركية وضريبة المبيعات رقم 94 لسنة 1996                                                         | | |        |                                                                     |
|                    | تنظيم الإعفاءات الجمركية رقم 186 لسنة 1986                                                                                          | - رقم 8 لسنة 2005 - رقم 7 لسنة 1997 - رقم 71 لسنة 1996 | - قرار وزاري رقم 861 لسنة 2005 - قرار وزاري رقم 193 لسنة 1986 | ملغي   | ألغي بموجبه: - القانون رقم 91 لسنة 1983                             |
|                    | تنظيم الإعفاءات الجمركية رقم 91 لسنة 1983                                                                                           | رقم 93 لسنة 1986 | | ملغي   |                                                                     |
|                    | تقرير بعض الإعفاءات الجمركية رقم 33 لسنة 1977                                                                                       | رقم 1 لسنة 1980 | |        |                                                                     |
|                    | تقرير بعض الإعفاءات الجمركية رقم 55 لسنة 1976                                                                                       | | |        |                                                                     |
|                    | تقرير بعض الإعفاءات الجمركية رقم 61 لسنة 1975                                                                                       | | |        |                                                                     |
|                    | تقرير بعض الإعفاءات الجمركية رقم 28 لسنة 1975                                                                                       | | |        |                                                                     |
|                    | تقرير بعض الإعفاءات الجمركية رقم 27 لسنة 1975                                                                                       | | |        |                                                                     |
|                    | تقرير بعض الإعفاءات الجمركية رقم 122 لسنة 1974                                                                                      | | |        |                                                                     |
|                    | تقرير بعض الإعفاءات الجمركية رقم 71 لسنة 1971                                                                                       | رقم 111 لسنة 1974 | |        |                                                                     |
|                    | تقرير بعض الإعفاءات الجمركية رقم 68 لسنة 1969                                                                                       | - رقم 76 لسنة 1980 - رقم 110 لسنة 1974 | |        |                                                                     |
|                    | تقرير بعض الإعفاءات الجمركية رقم 76 لسنة 1968                                                                                       | | |        |                                                                     |
|                    | تقرير بعض الإعفاءات الجمركية رقم 37 لسنة 1964                                                                                       | | |        |                                                                     |
|                    | تقرير بعض الإعفاءات الجمركية قرار رئيس الجمهورية رقم 1599 لسنة 1963                                                                 | | |        |                                                                     |
|                    | إعفاء أعضاء البعثات التمثيلية بالخارج وموظفيها الملحقين والمعارين لهيئات الأمم المتحدة من الرسوم والعوائد الجمركية رقم 65 لسنة 1961 | - رقم 112 لسنة 1974 - رقم 148 لسنة 1964 - رقم 69 لسنة 1969 | |        |                                                                     |
|                    | الإعفاءات الجمركية الخاصة بالسلكين الدبلوماسي والقنصلي الأجنبيين العاملين في الجمهورية العربية المتحدة رقم 55 لسنة 1961             | | |        |                                                                     |
|                    | تقرير بعض الإعفاءات من الرسوم والعوائد الجمركية والرسوم البلدية رقم 17 لسنة 1960                                                    | رقم 61 لسنة 1961 | |        |                                                                     |
|                    | تقرير بعض الإعفاءات الجمركية رقم 131 لسنة 1958                                                                                      | - رقم 33 لسنة 1961 - رقم 270 لسنة 1960 | |        |                                                                     |
|                    | تنظيم الإعفاءات الجمركية لرجال السلك السياسي والقنصلي الأجنبي ودور السفارات والمفوضيات رقم 191 لسنة 1953                            | | |        |                                                                     |

## الرسوم
| م | التشريع المنظم                                     | تشريعات التعديلات | قرارات اللائحة التنفيذية للتشريع المنظم | الحالة | ملاحظات |
| - | -------------------------------------------------- | --- | --------------------------------------- | ------ | ------- |
|   | رسم تنمية الموارد المالية للدولة رقم 147 لسنة 1984 | - رقم 31 لسنة 2023 - رقم 15 لسنة 2023 - رقم 83 لسنة 2020 - رقم 153 لسنة 2018 - رقم 146 لسنة 2006 - رقم 161 لسنة 2004 - رقم 90 لسنة 2004 - رقم 169 لسنة 1998 - رقم 4 لسنة 1997 - رقم 25 لسنة 1994 - رقم 231 لسنة 1989 - رقم 5 لسنة 1986 |                                         | ساري   |         |
|   | رسم أيلولة على التركات رقم 142 لسنة 1944           | - رقم 37 لسنة 1969 - رقم 56 لسنة 1967 - رقم 93 لسنة 1961 - رقم 202 لسنة 1960 - رقم 488 لسنة 1953 - رقم 417 لسنة 1953 - رقم 338 لسنة 1952 - رقم 159 لسنة 1952 - رقم 217 لسنة 1951                                                       |                                         | ملغي   |         |
|   | رسوم التسجيل ورسوم الحفظ رقم 92 لسنة 1944          | - رقم 135 لسنة 1957 - رقم 81 لسنة 1957 - رقم 25 لسنة 1956 - رقم 208 لسنة 1952 - رقم 134 لسنة 1951 - رقم 131 لسنة 1951 - رقم 70 لسنة 1950 - رقم 74 لسنة 1949 - رقم 63 لسنة 1948 - رقم 94 لسنة 1946 - رقم 80 لسنة 1946                   |                                         |        |         |
|   | النظام الخاص برسوم السيارات رقم 44 لسنة 1934       | - رقم 144 لسنة 1944 - رقم 159 لسنة 1950 |                                         | ملغي   |         |

### الرسوم الصحية ورسوم الحجر الصحي
| م | التشريع المنظم                                                 | تشريعات التعديلات                                                                              | قرارات اللائحة التنفيذية للتشريع المنظم | الحالة | ملاحظات                                  |
| - | -------------------------------------------------------------- | ---------------------------------------------------------------------------------------------- | --------------------------------------- | ------ | ---------------------------------------- |
|   | قانون رقم 45 لسنة 1955 في شأن الرسوم الصحية ورسوم الحجر الصحي  | - رقم 2 لسنة 2004 - رقم 25 لسنة 1983 - رقم 23 لسنة 1964 - رقم 59 لسنة 1961 - رقم 103 لسنة 1957 |                                         |        | ألغي بموجبه: - القانون رقم 76 لسنة 1943  |
|   | اجراءات الحجر الصحي رقم 44 لسنة 1955                           | - رقم 9 لسنة 2004 - رقم 130 لسنة 1963                                                          |                                         |        | ألغي بموجبه: - القانون رقم 123 لسنة 1939 |
|   | الرسوم الصحية ورسوم الحجر الصحي رقم 76 لسنة 1943               | رقم 310 لسنة 1953                                                                              |                                         |        | ألغي بموجبه: - القانون رقم 112 لسنة 1939 |
|   | اللوائح الصحية التى تطبقها مصلحة الحجر الصحي رقم 123 لسنة 1939 |                                                                                                |                                         |        |                                          |
|   | الرسوم الصحية ورسوم الحجر الصحي رقم 112 لسنة 1939              |                                                                                                |                                         |        |                                          |

### الرسوم البحرية
| م | التشريع المنظم | تشريعات التعديلات | قرارات اللائحة التنفيذية للتشريع المنظم | الحالة | ملاحظات                                 |
| - | --- | --- | --------------------------------------- | ------ | --------------------------------------- |
|   | حظر تقاضي أية رسوم إضافية في الموانئ البحرية قرار رئيس مجلس الوزراء رقم 486 لسنة 2000                                                          | قرار رئيس مجلس الوزراء رقم 791 لسنة 2018 |                                         |        |                                         |
|   | رسوم الإرشاد والتعويضات ورسوم الموانئ والمنائر والرسو والمكوث رقم 24 لسنة 1983                                                                 | - قرار رئيس الجمهورية رقم 176 لسنة 2004 - رقم 93 لسنة 1996 - رقم 5 لسنة 1990 - قرار رئيس الجمهورية رقم 22 لسنة 1989 - قرار رئيس الجمهورية رقم 331 لسنة 1988 - رقم 60 لسنة 1988 |                                         |        | ألغي بموجبه: - القانون رقم 11 لسنة 1969 |
|   | رسوم التفتيش البحري رقم 156 لسنة 1980 | رقم 8 لسنة 2025 |                                         |        |                                         |
|   | فرض بعض الرسوم البحرية رقم 80 لسنة 1980 | |                                         |        |                                         |
|   | رسم خدمات المغادرين رقم 53 لسنة 1980 | |                                         |        |                                         |
|   | رسوم الموانى والمنائر والأرصفة والسقايل رقم 11 لسنة 1969                                                                                       | - رقم 43 لسنة 1975 - رقم 51 لسنة 1970 |                                         |        |                                         |
|   | إعفاء لنشات الأجرة واللمبوطية ونقل مخلفات السفن المسجلة بموانئ منطقة قناة السويس من الرسوم المفروضة بالقانون رقم 97 لسنة 1960 رقم 86 لسنة 1968 | |                                         |        |                                         |
|   | فرض رسم على البواخر التي ترسو على ميناء الإسكندرية المزودة بتليفونات مصلحة الموانيء والمنائر رقم 704 لسنة 1954                                 | رقم 219 لسنة 1959 |                                         |        |                                         |
|   | تحديد فئات الرسوم الخاصة بالموانئ والمنائر والأرصفة والأساكل رقم 572 لسنة 1954                                                                 | - قرار رئيس الجمهورية رقم 75 لسنة 1968 - رقم 116 لسنة 1962 - رقم 67 لسنة 1955 - رقم 704 لسنة 1954                                                                              |                                         |        |                                         |
|   | تخفيض رسوم الفنارات في الموانئ المصرية بالبحر الأحمر رقم 29 لسنة 1905                                                                          | رقم 46 لسنة 1929 |                                         |        |                                         |

## أنظر أيضاً
- قائمة تشريعات الاستثمار والمناطق الحرة (مصر)
- قائمة تشريعات المناطق الاقتصادية (مصر)
- قائمة تشريعات التعاقدات والمناقصات والمزايدات (مصر)
- قائمة تشريعات الطاقة والثروة المعدنية (مصر)
- قائمة تشريعات السياحة (مصر)
- قائمة تشريعات الصناعة (مصر)
- قائمة تشريعات الزراعة (مصر)
- قائمة تشريعات النقل (مصر)
- قائمة تشريعات التعمير (مصر)
- قائمة تشريعات الصحة (مصر)
- قائمة تشريعات الرياضة (مصر)
- قائمة تشريعات التنمية (مصر)
- قائمة تشريعات التجارة والشركات (مصر)
- قائمة تشريعات المواصفات والقياس (مصر)
- قائمة تشريعات الاستيراد والتصدير (مصر)
- قائمة تشريعات الإتفاقيات الدولية (مصر)
- قائمة تشريعات الرقابة والحماية والتحكيم (مصر)
- قائمة تشريعات الأسواق والأدوات المالية غير المصرفية (مصر)
- قائمة تشريعات المصارف والنقد (مصر)
- قائمة تشريعات العمل (مصر)